# Luis de Montoya
Luis de Montoya, né le 15 mai 1497 à Belmonte (Espagne) et mort le 7 septembre 1569 à Lisbonne (Portugal), est un religieux de l'ordre de Saint Augustin. 
Auteur d'une œuvre ascétique et mystique, il tenta une réforme des couvents de son ordre au Portugal, et y devint le précepteur, puis le confesseur du jeune roi Sébastien Ier.

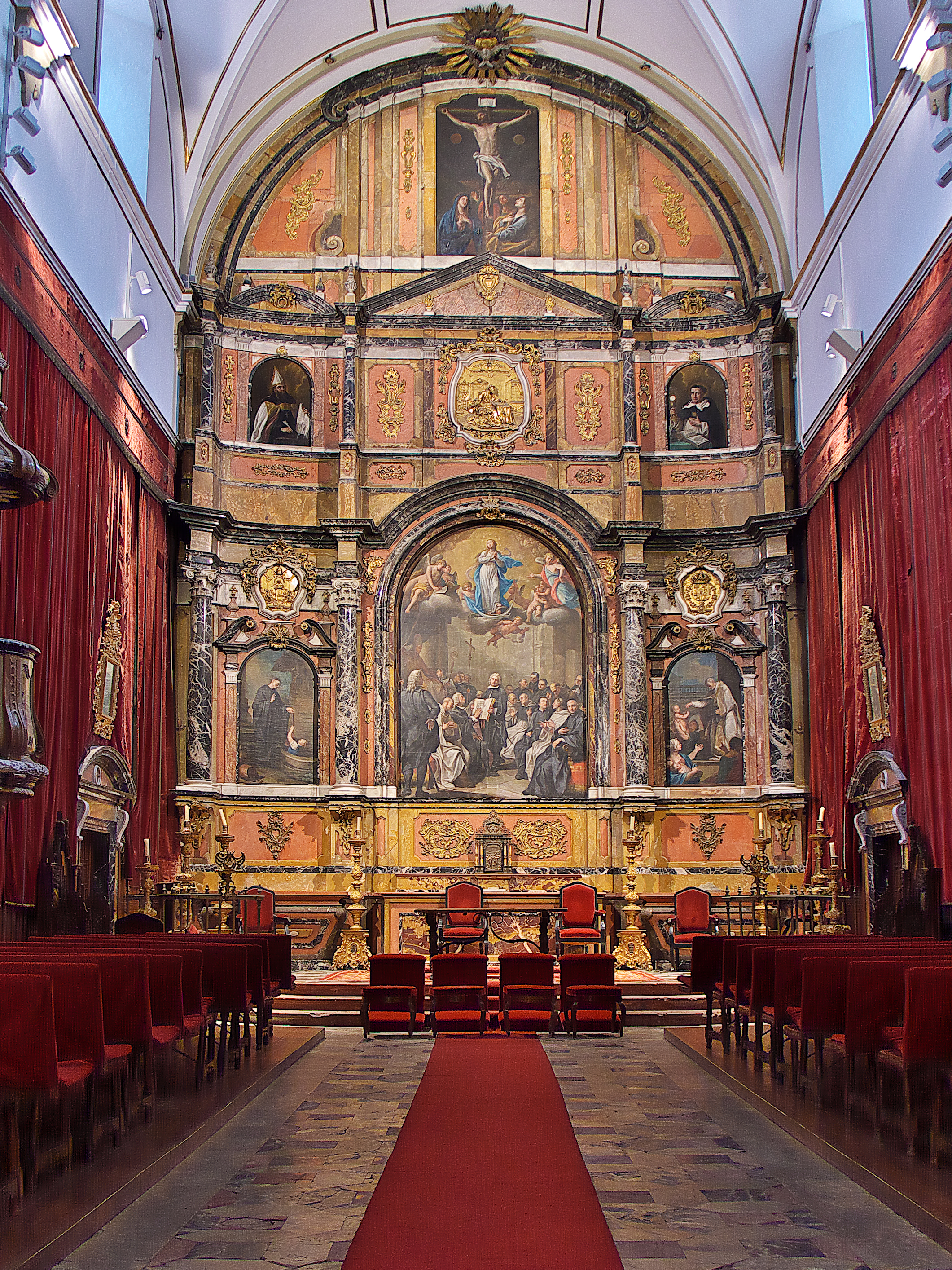
Chapelle de l'université de Salamanque, dédiée à un augustin : saint Jean de Saint-Facond

## Biographie
Luis de Montoya est né le 15 mai 1497 à Belmonte (Cuenca), d'où proviendra également Luis de Leon, autre augustin célèbre. Son père, Alvarez de Leon, l'envoie étudier à l'Université de Salamanque, mais Luis décide d'interrompre ses études pour entrer, le 26 avril 1514, chez les augustins, où il fera profession le 27 avril 1515. À peine est-il ordonné prêtre et nommé prieur du couvent de Tormes, que saint Thomas de Villeneuve le choisit, en 1521, pour maître des novices : parmi les jeunes recrues, il formera à la vie religieuse saint Alonso de Orozco. En 1525, il fonde à Medina del Campo un couvent, et en devient le prieur. De là, il se rend, à partir de 1535, au Portugal, comme visiteur et réformateur. 

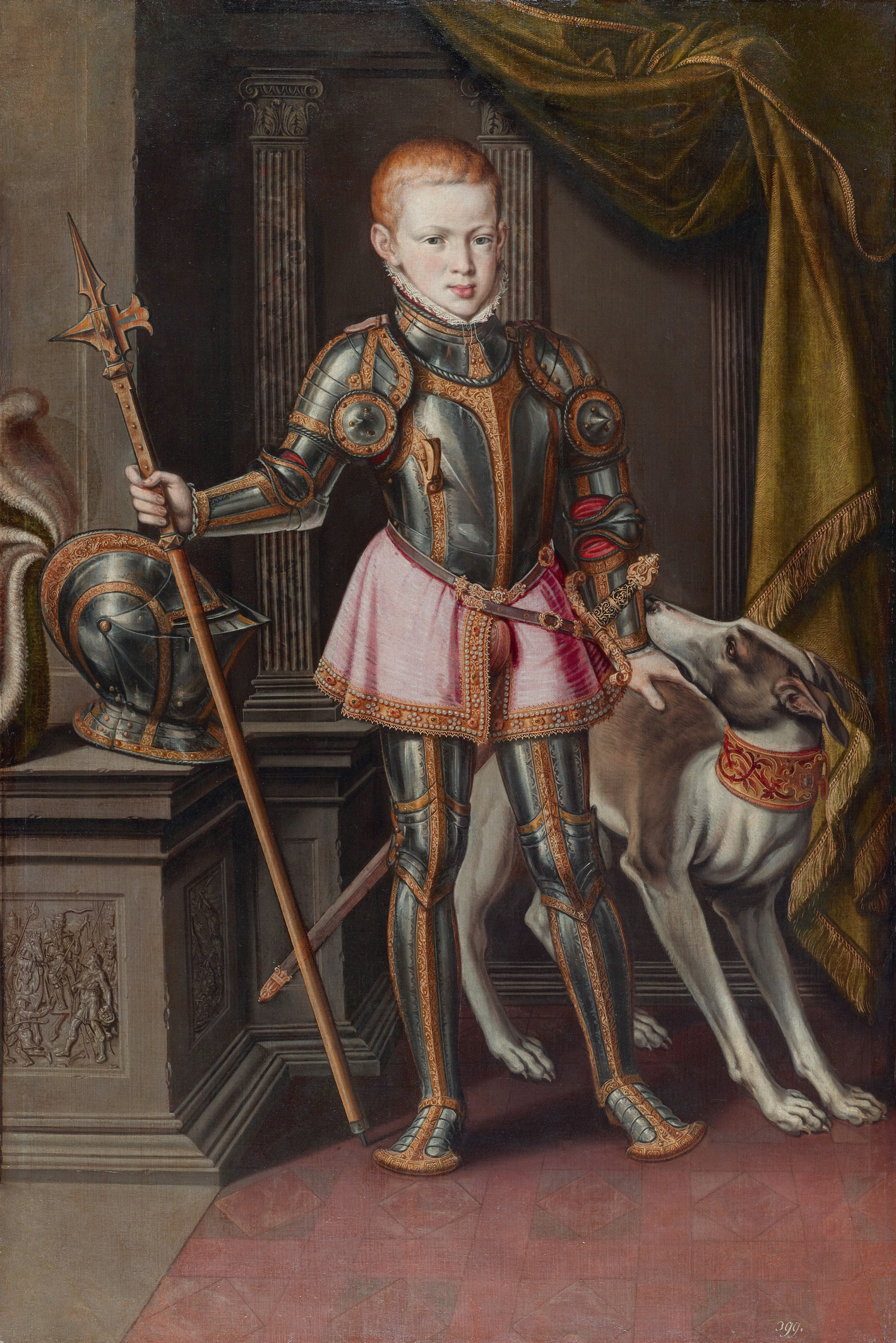
Sébastien Ier, roi de Portugal

À Lisbonne, il est désigné prieur et maître des novices : il y restera onze ans. N'ayant pu satisfaire au désir du roi Jean III de Portugal d'envoyer des augustins dans les colonies portugaises, il s'emploie à fonder un collège à Coïmbre, qui fournira des missionnaires pour l'évangélisation de l'Afrique et de l'Orient. C'est chose faite en 1543, année où le collège peut recevoir vingt étudiants boursiers, grâce à la générosité du roi; bien d'autres suivront par la suite : des augustins, mais aussi des jésuites. Il est vrai qu'après avoir suivi les Exercices sous la conduite d'Ignace de Loyola lui-même, Montoya deviendra un ardent propagateur de la spiritualité ignatienne. 
En 1551, Luis assiste au chapitre général de l'ordre à Bologne, et reçoit du pape la charge de l'abbaye bénédictine de Zeyte (diocèse d'Oporto), laquelle sera ultérieurement annexée au collège de Coïmbre. À la même époque, après avoir été le précepteur du jeune roi Sébastien Ier, il devient, sur ordre de la reine-mère, veuve du roi Jean et tutrice de son fils, le confesseur de celui-ci, mais il renonce à l'évêché de Viseo que la reine-mère lui a proposé.
Parallèlement, en collaboration avec un jeune confrère portugais, Thomas de Jésus de Andrade, il mène un projet de réforme susceptible de ramener plus de rigueur dans la vie religieuse, et d'accompagner le vaste mouvement catholique de la Contre-Réforme. En avance d'une dizaine d'années sur la réforme des augustins de la province de Castille, le projet est fraîchement accueilli par les augustins portugais. C'est dans un climat d'incompréhension que Luis décède, le 15 mai 1497.

## Postérité
Outre des livres d'ascétique et de mystique, Montoya laisse un ouvrage inachevé, une Vie de Jésus, que Thomas de Andrade terminera. Ce dernier rassemble également des souvenirs sur son maître : avant la biographie composée par Alejo de Meneses au XVIIe siècle, ils serviront de base à une œuvre consacrée à Montoya par Jeronimo Roman en 1588, année du passage à la réforme des récollets espagnols. À cette époque, la figure de Luis devient l'objet d'une vénération pour la sainteté de sa vie et ses prodiges. En 1573, ses restes ont été transférés dans la chapelle du couvent Notre-Dame de Grâce de Lisbonne; et depuis 1996, les travaux préparatoires à un procès en béatification ont été rouverts.

### Œuvres en castillan

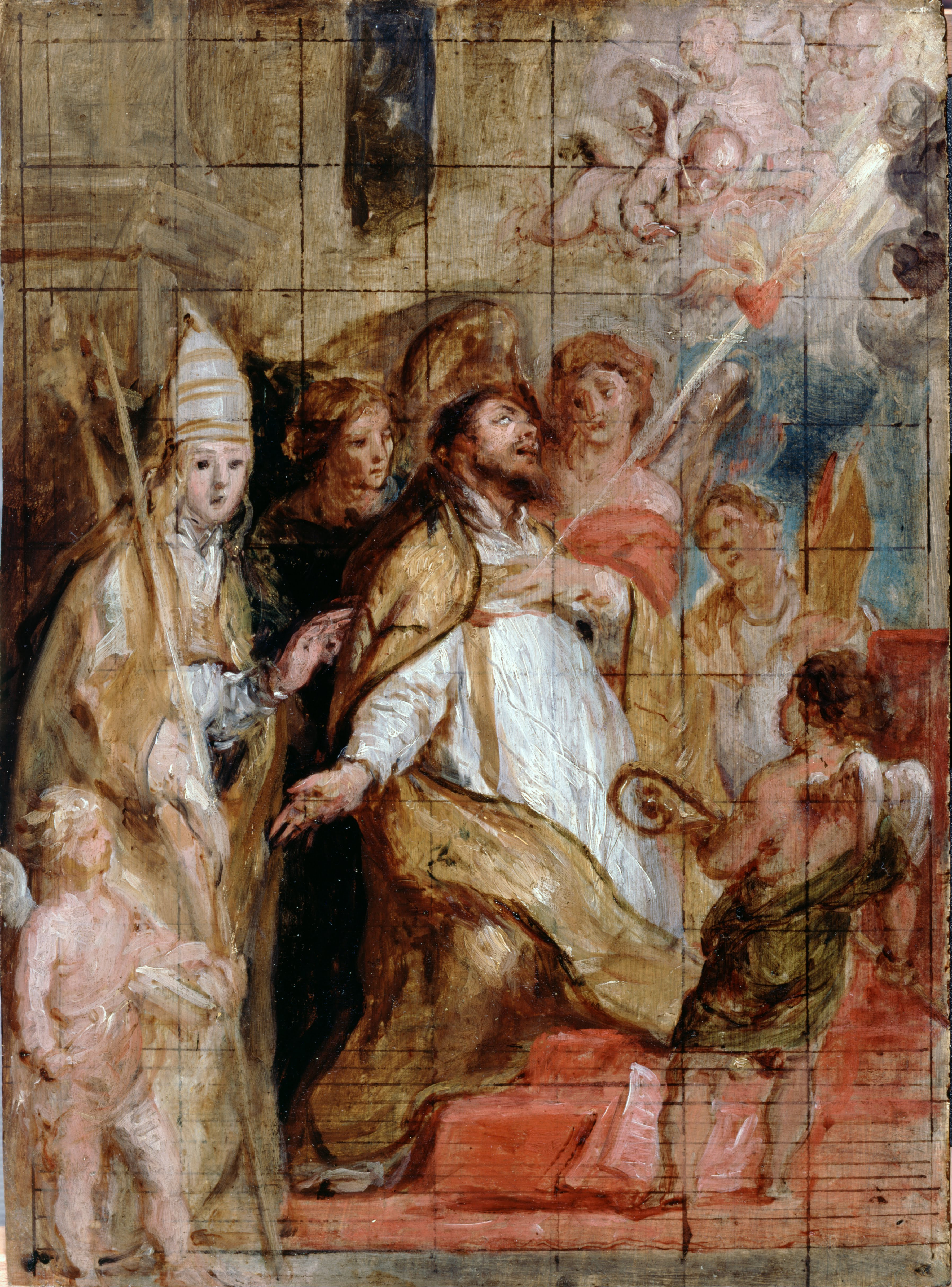
Augustin d'Hippone (par Gaspard de Crayer)

- Cuatro partes de la vida de Cristo.
- Las obras de amor de Dios.
- La Pasion de Cristo.
- Obras de los que aman a Dios (Lisbonne, 1568) :

1. Una meditacion breve de la Pasion de Cristo para las siete horas canonicas;
2. Del Santissimo Sacramento;
3. De la union del alma con Dios
4. De la santa Cruz;
5. Del agradecimiento de las benficios de Dios;
6. De diez y seis obras de amor que hacen los que aman a Dios;
7. Exercicio quotidiano de amor;
8. Estacion espiritual del cristiano;
9. Doctrina que el autor envio a un amigo suyo;
10. Vida de Nuestro Salvador Jesu Cristo.

### Études en français
- T. Aparicio Lopez, Louis de Montoya, in Dictionnaire de spiritualité ascétique et mystique, X, Paris, Beauchesne, 1980, p. 1695-1696.

### liens externes
- Ressource relative à la religion :   - Dictionnaire de spiritualité
- Notices d'autorité :   - VIAF
  - GND
  - Espagne
  - Pologne
  - Vatican
- http:/www.agustinosescorialcom/site_content/403-galeria-de-retratos/736-luis-de-montoya-1569